# 重边

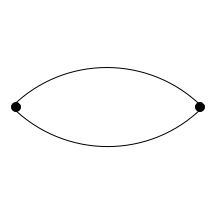
两个顶点之间的重边

在图论中，重边（Multiple edges，又称平行边或多重边）是两条或多条与同一对顶点相连接的边。简单图中没有重边。
根据上下文的不同，一个图可能被定义为允许或不允许拥有重边（通常与允许或不允许拥有自环一致）：
- 当允许重边与自环存在于图中时，多重图通常指没有自环的图。[1]
- 当不允许重边与自环存在于图中时，多重图或伪图通常指允许重边和自环存在的图。[2]

例如，从图论的观点来看，重边在研究电路时是有帮助的。此外，重边可体现出多维网络中核心差异的特征。
如果在已经由边连接的两个顶点之间添加一条边，平面图仍会保持其平面性；因此，增加重边不改变其平面性。
偶极图是只有两个顶点其中所有边都相互平行的图。